# Gigi (film 1958)
Gigi – amerykański musical z 1958 roku w reżyserii Vincente Minnellego, zrealizowany na podstawie powieści Colette. Obraz został nagrodzony Oscarem dla Najlepszego Filmu Roku oraz Złotym Globem dla Najlepszego filmu komediowego lub musicalu.

## Obsada
- Leslie Caron − Gilberte / Gigi
- Maurice Chevalier − Honoré Lachaille
- Louis Jourdan − Gaston Lachaille
- Hermione Gingold − Madame Alvarez
- Eva Gabor − Liane d'Exelmans
- Jacques Bergerac − Sandomir
- Isabel Jeans − Ciotka Alicia
- John Abbott − Manuel

i inni

## Lista utworów
- „Thank Heaven for Little Girls” − Maurice Chevalier
- „It's a Bore” − Louis Jourdan i Maurice Chevalier
- „The Parisians” − Leslie Caron (głos Betty Wand)
- „Gossip"
- „Waltz at Maxim's (She Is Not Thinking of Me)” − Louis Jourdan
- „The Night They Invented Champagne” − Leslie Caron (głos Betty Wand), Hermione Gingold i Louis Jourdan
- „I Remember It Well” − Hermione Gingold i Maurice Chevalier
- „Gaston's Soliloquy” − Louis Jourdan
- „Gigi” − Louis Jourdan
- „I'm Glad I'm Not Young Anymore” − Maurice Chevalier
- „Say a Prayer for Me Tonight” − Leslie Caron (głos Betty Wand)
- „Thank Heaven for Little Girls” − Maurice Chevalier i Chór

## Nagrody Akademii Filmowej
| Status  | Nagroda                         | Zwycięzca / nominowany                                                          |
| ------- | ------------------------------- | ------------------------------------------------------------------------------- |
| Nagroda | Najlepszy film                  | Arthur Freed (producent)                                                        |
| Nagroda | Najlepszy reżyser               | Vincente Minnelli (reżyser)                                                     |
| Nagroda | Najlepsza muzyka                | André Previn (kompozytor)                                                       |
| Nagroda | Najlepszy scenariusz adaptowany | Alan Jay Lerner (scenarzysta)                                                   |
| Nagroda | Najlepsze zdjęcia kolorowe      | Joseph Ruttenberg (operator)                                                    |
| Nagroda | Najlepsze kostiumy kolorowe     | Cecil Beaton (kostiumolog)                                                      |
| Nagroda | Najlepszy montaż                | Adrienne Fazan (montażysta)                                                     |
| Nagroda | Najlepsza scenografia kolorowa  | William A. Horning E. Preston Ames Henry Grace F. Keogh Gleason (scenografowie) |
| Nagroda | Najlepsza piosenka              | Frederick Loewe (muzyka) Alan Jay Lerner (słowa) Za piosenkę „Gigi”             |